# Qakilik

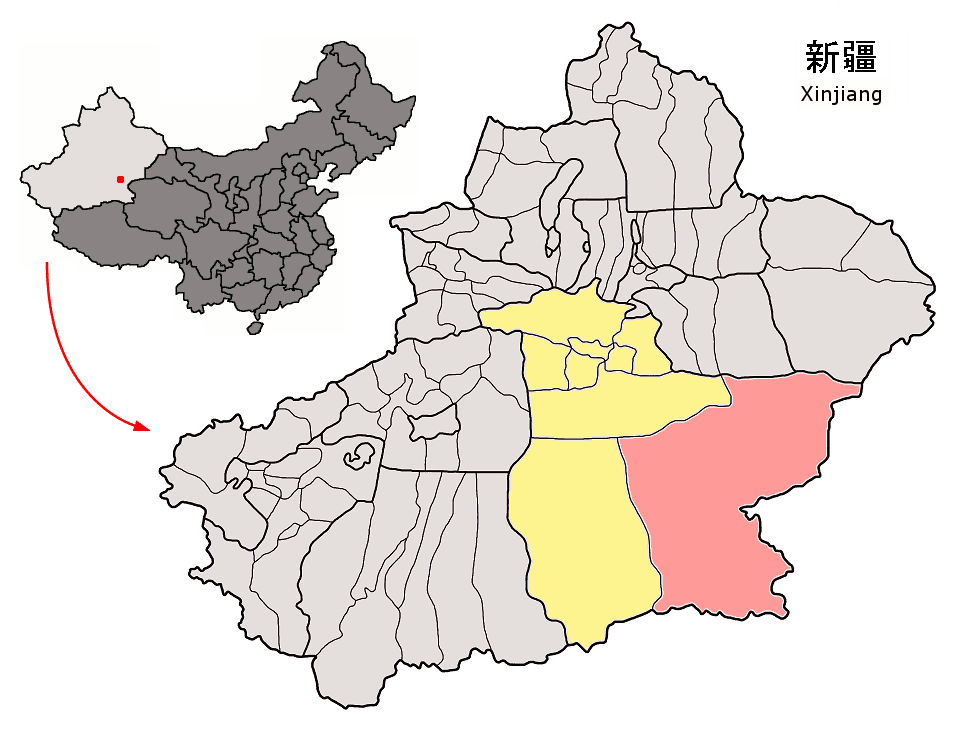
Lage von Qakilik/Ruoqiang (rosa) im Mongolischen Autonomen Bezirk Bayingolin (gelb)

Der Kreis Qakilik (chinesisch 若羌县, Pinyin Ruòqiāng Xiàn, uigurisch چاقىلىق ناھىيىسى Qaⱪiliⱪ Naⱨiyisi) ist ein Kreis des Mongolischen Autonomen Bezirks Bayingolin im Uigurischen Autonomen Gebiet Xinjiang der Volksrepublik China. Er grenzt im Westen an den Kreis Qarqan und im Nordwesten an den Kreis Lopnur (beide auch in Bayingolin), im Norden an den Kreis Piqan des Regierungsbezirks Turpan und an den Stadtbezirk Yizhou von Kumul, im Westen an die Provinzen Gansu und Qinghai und im Süden an Qinghai und das Autonome Gebiet Tibet. Mit 199.222 km² ist Qakilik der Flächen nach der größte Kreis Chinas. Die Einwohnerzahl beträgt 35.580 (Stand: Zensus 2010).
Der Kreis ist durch die Wüste Lop Nor, den Salzsee Lop Nor, die Ruinen von Loulan und Miran und durch die Nekropole Xiaohe weltberühmt geworden.

## Administrative Gliederung und Bevölkerung
Die Bevölkerungszahl des Kreises lag Ende 2004 bei ca. 30.000 Einwohnern (Bevölkerungsdichte: 0,15 Einw./km²). Der Zensus im Jahre 2000 hatte 28.636 Einwohner ergeben. Auf Gemeindeebene setzt sich Qakilik aus einer Amtsgebietsstelle, fünf Großgemeinden, drei Gemeinden und einem Produktions- und Aufbaukorps zusammen. Diese sind:
- Großgemeinde Ruoqiang (若羌镇), Sitz der Kreisregierung, 6.376 Einwohner (2000);
- Großgemeinde Lopnur (罗布泊镇), Neugründung, keine Angaben für 2000;
- Großgemeinde Waxxari (瓦石峡镇), 4.691 Einwohner (2000);
- Großgemeinde Tikanlik (铁干里克镇), 4.457 Einwohner (2000);
- Gemeinde Utam (吾塔木乡), 3.550 Einwohner (2000);
- Amtsgebietsstelle Qiman (祁曼区公所);
  - Großgemeinde Yetimbulak (依吞布拉克镇), 654 Einwohner (2000);
  - Gemeinde Tomürlük (铁木里克乡), 248 Einwohner (2000);
  - Gemeinde Qimantag (祁曼塔格乡), 67 Einwohner (2000);
- Produktions- und Aufbaukorps Nr. 36 (兵团三十六团), 8.593 Einwohner (2000).